# Ахмадуллин, Исмагил Ибрагимович
Исмагил Ибрагимович Ахмадуллин (тат. Әхмәдуллин; род. 1927) — советский работник сельского хозяйства, Герой Социалистического Труда.

## Биография
Родился в 1927 году в селе Старое Кадеево Черемшанского района Татарской АССР.
Учился в местной сельской школе, а с началом Великой Отечественной войны работал на полях и фермах, став в 1942 году членом сельхозартели «Якты тормыш». В 1944 году был призван Красную армию, прослужил до конца войны.
После демобилизации женился и в 1952 году уехал на строительство железной дороги в Подмосковье, где был простым рабочим. Однако из-за отсутствия жилья вернулся с женой Зухрой в родной колхоз им. Тукая. Затем учился в Бугульминском СПТУ № 7, снова работал на полях, уже комбайнером. За годы семилетки (1959—1965 гг.) Исмагил Ахмадуллин убрал хлеба на 3500 гектарах и намолотил 48851 центнер зерна — это был очень высокий результат.
Затем Исмагил Ибрагимович иперешел на партийно-хозяйственную деятельность:— в 1969—1981 годах работал секретарем партийной организации колхоза им. Тукая, в 1981—1988 годах — заместителем председателя, а затем председателем колхоза им. Г Тукая Черемшанского района. Избирался депутатом Верховного Совета СССР 7-го созыва, был делегатом XIV съезда ВЦСПС и III Всесоюзного съезда колхозников.
C 1989 года находился на пенсии. В ГА РФ имеются документы, относящиеся к И. И. Ахмадуллину.

## Награды
- 23 июня 1966 года И. И. Ахмадуллину было присвоено звание Героя Социалистического Труда с вручением ордена Ленина (за успехи, достигнутые в сельскохозяйственном производстве).
- Также награждён медалями.